# Uma exsul
Uma exsul là một loài thằn lằn trong họ Phrynosomatidae. Loài này được Schmidt & Bogert mô tả khoa học đầu tiên năm 1947.